# Felipa de Coïmbra i d'Urgell

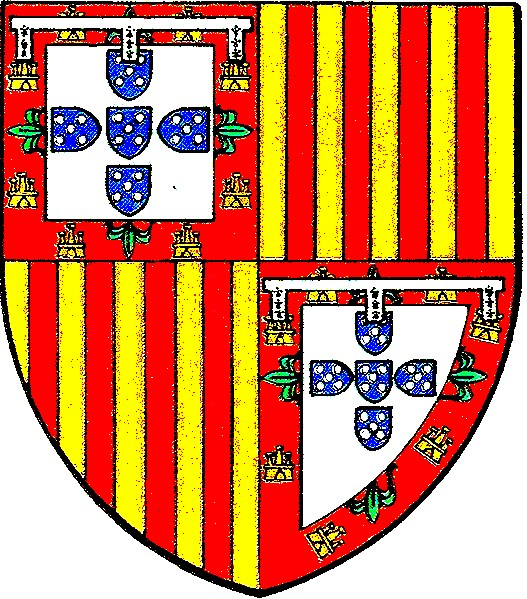
Escut d'Armes de la família Coïmbra-Urgell. Escut quarterat en creu, on podem veure al segon i tercer quarter els pals de la casa reial catalana, i al primer i quart quarter les armes reials portugueses que utilitzaven els Avís

L'infanta Felipa de Coïmbra i d'Urgell, també coneguda com a Felipa d'Avís i d'Aragó (Coïmbra, 1435 – Odivelas, 1497) fou una noble catalana i portuguesa, que alhora desenvolupà un paper important en l'humanisme europeu del segle xv.

## Orígens familiars
Felipa de Coïmbra fou filla del duc de Coïmbra, Pere de Portugal, i d'Elisabet d'Urgell i d'Aragó, la primogènita de Jaume d'Urgell el Dissortat, legítim aspirant a la corona catalana després de la mort del rei Martí l'Humà, i clar derrotat al Compromís de Casp. A més de ser neta del darrer comte d'Urgell, era doncs, besneta del rei català Pere el Cerimoniós.
Per línia paterna era neta de João I rei de Portugal i Felipa de Lancaster, princesa anglesa, i per això li posaren Felipa. El seu pare Pere de Coïmbra esdevindria regent de Portugal amb la mort del rei Duarte I, durant la minoria d'edat d'Alfons V.
Fou la més jove de sis germans. El seu germà gran, Pere, es convertí en Pere IV, rei de Catalunya, (1464-1466) durant la Guerra Civil catalana contra Joan II. Un altre germà, Joan, esdevingué rei consort de Xipre en casar-se amb Carlota de Lusignan. La germana Isabel fou reina de Portugal en casar-se amb el seu cosí Alfons V. El germà Jaume feu carrera religiosa a l'ombra del papa Borja Calixt III, esdevenint cardenal i arquebisbe de Lisboa, Arràs (Flandes) i Pafos (Xipre). Finalment, la germana Beatriu esdevingué Senyora de Ravenstein en casar-se amb Adolf de Clèveris.
Felipa de Coïmbra i d'Urgell nasqué tres anys després de l'assassinat del seu avi, Jaume II d'Urgell, l'1 de juny del 1433, a la presó de Xàtiva. Una mort que es produïa just quan s'havia de procedir al seu alliberament, fruit de les negociacions entre els pares de la Felipa, Pere de Coïmbra i Isabel d'Urgell, i el rei català Alfons el Magnànim.
|  |                                      |  |  |  |  |  |  |  |  |  |  |  |  |  |  |  |
|  | 16. Alfons IV de Portugal            |  |  |  |  |  |  |  |  |  |  |  |  |  |  |  |
|  |                                      |  |  |  |  |  |  |  |  |  |  |  |  |  |  |  |
|  |                                      |  |  |  |  |  |  |  |  |  |  |  |  |  |  |  |
|  | 8. Pere I de Portugal                |  |  |  |  |  |  |  |  |  |  |  |  |  |  |  |
|  |                                      |  |  |  |  |  |  |  |  |  |  |  |  |  |  |  |
|  |                                      |  |  |  |  |  |  |  |  |  |  |  |  |  |  |  |
|  | 17. Beatriu de Castella i de Molina  |  |  |  |  |  |  |  |  |  |  |  |  |  |  |  |
|  |                                      |  |  |  |  |  |  |  |  |  |  |  |  |  |  |  |
|  |                                      |  |  |  |  |  |  |  |  |  |  |  |  |  |  |  |
|  | 4. Joan I de Portugal                |  |  |  |  |  |  |  |  |  |  |  |  |  |  |  |
|  |                                      |  |  |  |  |  |  |  |  |  |  |  |  |  |  |  |
|  |                                      |  |  |  |  |  |  |  |  |  |  |  |  |  |  |  |
|  | 18. Lourenço Martins                 |  |  |  |  |  |  |  |  |  |  |  |  |  |  |  |
|  |                                      |  |  |  |  |  |  |  |  |  |  |  |  |  |  |  |
|  |                                      |  |  |  |  |  |  |  |  |  |  |  |  |  |  |  |
|  | 9. Teresa Gille Lourenço             |  |  |  |  |  |  |  |  |  |  |  |  |  |  |  |
|  |                                      |  |  |  |  |  |  |  |  |  |  |  |  |  |  |  |
|  |                                      |  |  |  |  |  |  |  |  |  |  |  |  |  |  |  |
|  | 19. ?                                |  |  |  |  |  |  |  |  |  |  |  |  |  |  |  |
|  |                                      |  |  |  |  |  |  |  |  |  |  |  |  |  |  |  |
|  |                                      |  |  |  |  |  |  |  |  |  |  |  |  |  |  |  |
|  | 2. Pere de Portugal                  |  |  |  |  |  |  |  |  |  |  |  |  |  |  |  |
|  |                                      |  |  |  |  |  |  |  |  |  |  |  |  |  |  |  |
|  |                                      |  |  |  |  |  |  |  |  |  |  |  |  |  |  |  |
|  | 20. Eduard III d'Anglaterra          |  |  |  |  |  |  |  |  |  |  |  |  |  |  |  |
|  |                                      |  |  |  |  |  |  |  |  |  |  |  |  |  |  |  |
|  |                                      |  |  |  |  |  |  |  |  |  |  |  |  |  |  |  |
|  | 10. Joan de Gant                     |  |  |  |  |  |  |  |  |  |  |  |  |  |  |  |
|  |                                      |  |  |  |  |  |  |  |  |  |  |  |  |  |  |  |
|  |                                      |  |  |  |  |  |  |  |  |  |  |  |  |  |  |  |
|  | 21. Felipa d'Hainaut                 |  |  |  |  |  |  |  |  |  |  |  |  |  |  |  |
|  |                                      |  |  |  |  |  |  |  |  |  |  |  |  |  |  |  |
|  |                                      |  |  |  |  |  |  |  |  |  |  |  |  |  |  |  |
|  | 5. Felipa de Lancaster               |  |  |  |  |  |  |  |  |  |  |  |  |  |  |  |
|  |                                      |  |  |  |  |  |  |  |  |  |  |  |  |  |  |  |
|  |                                      |  |  |  |  |  |  |  |  |  |  |  |  |  |  |  |
|  | 22. Enric de Grosmont                |  |  |  |  |  |  |  |  |  |  |  |  |  |  |  |
|  |                                      |  |  |  |  |  |  |  |  |  |  |  |  |  |  |  |
|  |                                      |  |  |  |  |  |  |  |  |  |  |  |  |  |  |  |
|  | 11. Blanca de Lancaster              |  |  |  |  |  |  |  |  |  |  |  |  |  |  |  |
|  |                                      |  |  |  |  |  |  |  |  |  |  |  |  |  |  |  |
|  |                                      |  |  |  |  |  |  |  |  |  |  |  |  |  |  |  |
|  | 23. Isabel de Beaumont               |  |  |  |  |  |  |  |  |  |  |  |  |  |  |  |
|  |                                      |  |  |  |  |  |  |  |  |  |  |  |  |  |  |  |
|  |                                      |  |  |  |  |  |  |  |  |  |  |  |  |  |  |  |
|  | 1. Felipa de Coimbra                 |  |  |  |  |  |  |  |  |  |  |  |  |  |  |  |
|  |                                      |  |  |  |  |  |  |  |  |  |  |  |  |  |  |  |
|  |                                      |  |  |  |  |  |  |  |  |  |  |  |  |  |  |  |
|  | 24. Jaume I d'Urgell                 |  |  |  |  |  |  |  |  |  |  |  |  |  |  |  |
|  |                                      |  |  |  |  |  |  |  |  |  |  |  |  |  |  |  |
|  |                                      |  |  |  |  |  |  |  |  |  |  |  |  |  |  |  |
|  | 12. Pere II d'Urgell                 |  |  |  |  |  |  |  |  |  |  |  |  |  |  |  |
|  |                                      |  |  |  |  |  |  |  |  |  |  |  |  |  |  |  |
|  |                                      |  |  |  |  |  |  |  |  |  |  |  |  |  |  |  |
|  | 25. Cecília I d'Urgell               |  |  |  |  |  |  |  |  |  |  |  |  |  |  |  |
|  |                                      |  |  |  |  |  |  |  |  |  |  |  |  |  |  |  |
|  |                                      |  |  |  |  |  |  |  |  |  |  |  |  |  |  |  |
|  | 6. Jaume II d'Urgell                 |  |  |  |  |  |  |  |  |  |  |  |  |  |  |  |
|  |                                      |  |  |  |  |  |  |  |  |  |  |  |  |  |  |  |
|  |                                      |  |  |  |  |  |  |  |  |  |  |  |  |  |  |  |
|  | 26. Joan II de Montferrat            |  |  |  |  |  |  |  |  |  |  |  |  |  |  |  |
|  |                                      |  |  |  |  |  |  |  |  |  |  |  |  |  |  |  |
|  |                                      |  |  |  |  |  |  |  |  |  |  |  |  |  |  |  |
|  | 13. Margarida de Montferrat          |  |  |  |  |  |  |  |  |  |  |  |  |  |  |  |
|  |                                      |  |  |  |  |  |  |  |  |  |  |  |  |  |  |  |
|  |                                      |  |  |  |  |  |  |  |  |  |  |  |  |  |  |  |
|  | 27. Elisabet de Mallorca             |  |  |  |  |  |  |  |  |  |  |  |  |  |  |  |
|  |                                      |  |  |  |  |  |  |  |  |  |  |  |  |  |  |  |
|  |                                      |  |  |  |  |  |  |  |  |  |  |  |  |  |  |  |
|  | 3. Elisabet d'Urgell i d'Aragó       |  |  |  |  |  |  |  |  |  |  |  |  |  |  |  |
|  |                                      |  |  |  |  |  |  |  |  |  |  |  |  |  |  |  |
|  |                                      |  |  |  |  |  |  |  |  |  |  |  |  |  |  |  |
|  | 28. Alfons el Benigne                |  |  |  |  |  |  |  |  |  |  |  |  |  |  |  |
|  |                                      |  |  |  |  |  |  |  |  |  |  |  |  |  |  |  |
|  |                                      |  |  |  |  |  |  |  |  |  |  |  |  |  |  |  |
|  | 14. Pere el Cerimoniós               |  |  |  |  |  |  |  |  |  |  |  |  |  |  |  |
|  |                                      |  |  |  |  |  |  |  |  |  |  |  |  |  |  |  |
|  |                                      |  |  |  |  |  |  |  |  |  |  |  |  |  |  |  |
|  | 29. Teresa d'Entença                 |  |  |  |  |  |  |  |  |  |  |  |  |  |  |  |
|  |                                      |  |  |  |  |  |  |  |  |  |  |  |  |  |  |  |
|  |                                      |  |  |  |  |  |  |  |  |  |  |  |  |  |  |  |
|  | 7. Isabel d'Aragó                    |  |  |  |  |  |  |  |  |  |  |  |  |  |  |  |
|  |                                      |  |  |  |  |  |  |  |  |  |  |  |  |  |  |  |
|  |                                      |  |  |  |  |  |  |  |  |  |  |  |  |  |  |  |
|  | 30. Berenguer de Fortià              |  |  |  |  |  |  |  |  |  |  |  |  |  |  |  |
|  |                                      |  |  |  |  |  |  |  |  |  |  |  |  |  |  |  |
|  |                                      |  |  |  |  |  |  |  |  |  |  |  |  |  |  |  |
|  | 15. Sibil·la de Fortià               |  |  |  |  |  |  |  |  |  |  |  |  |  |  |  |
|  |                                      |  |  |  |  |  |  |  |  |  |  |  |  |  |  |  |
|  |                                      |  |  |  |  |  |  |  |  |  |  |  |  |  |  |  |
|  | 31. Francesca de Vilamarí i de Palau |  |  |  |  |  |  |  |  |  |  |  |  |  |  |  |
|  |                                      |  |  |  |  |  |  |  |  |  |  |  |  |  |  |  |
|  |                                      |  |  |  |  |  |  |  |  |  |  |  |  |  |  |  |

## La desunió de la dinastia Avís
A la mort del rei Duarte, el rei-fill Alfons tenia sis anys, i es generà un conflicte entre els partidaris de Pere de Coïmbra -pare de la Felipa- i els partidaris de la reina mare, Elionor de Trastàmara, amb el suport aquesta segona dels Bragança. Pere fou nomenat regent i Elionor i els seus s'hagueren d'exiliar a Castella.
El conflicte entre els Coïmbra i els Bragança seria present durant tota la regència de Pere. Alfons de Bragança constituïa el patrimoni econòmic més important de Portugal, més que la mateixa corona, i intentaria desmuntar el poder reial i augmentar el dels nobles locals per anar erosionant a Pere de Coïmbra.
El casament del futur rei Alfons V, durant la minoria d'edat, suposà un altre conflicte. Pere de Coïmbra hi intentà casar la filla gran, Isabel de Coïmbra i Urgell, però el duc Alfons de Bragança faria tot el possible, anul·lacions a les corts incloses, per casar-hi la seva neta Beatriu. Finalment el rei es casà amb Isabel, i Beatriu de Bragança es casà amb el germà del rei, Ferran.
Tot i aquests casaments, el duc Alfons de Bragança continuà influint sobre el futur rei, fins al punt de provocar que amb l'ascens al tron d'Alfons V en arribar als setze anys, aquest acusés el seu oncle i alhora sogre Pere de Coïmbra d'intent de conspiració. És la batalla d'Alfarrobeira que suposà la mort de Pere de Coïmbra i l'exili de bona part dels seus fills.

## Educadora dels nebots

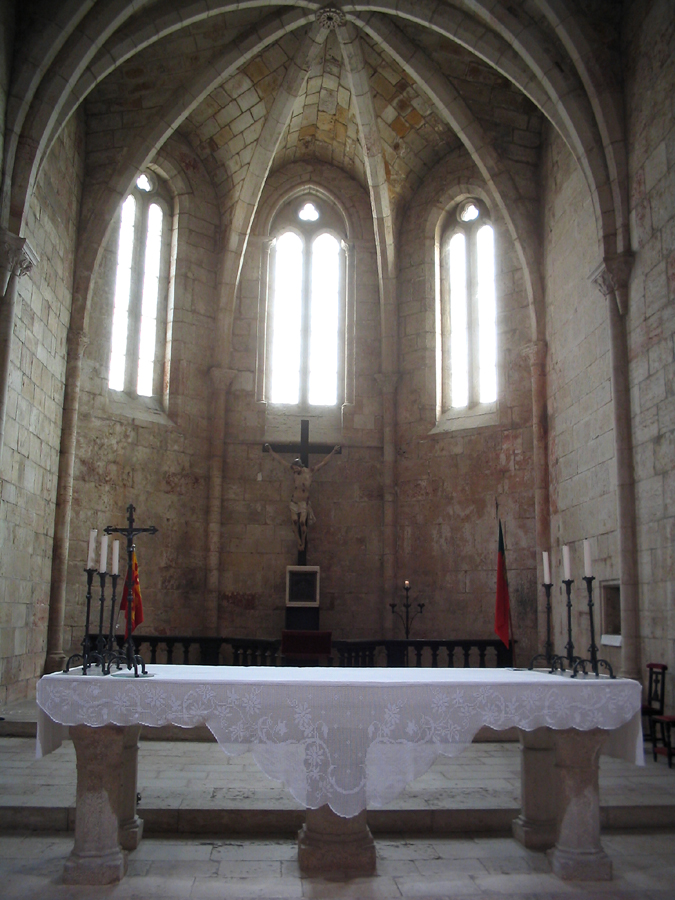
Absis gòtic de l'església major del Convent d'Odivelas, a Portugal

Del matrimoni entre el rei Alfons V i Isabel de Coïmbra i Urgell en nasqueren dos fills, Joana i João. Isabel tingué una mort inesperada poc després del naixement del príncep hereu João II, i la germana Felipa fou l'encarregada de l'educació dels nebots. Hi ha unanimitat dels historiadors en considerar que Felipa els educà amb fidelitat i respecte cap a l'avi Pere.
A conseqüència d'això, al cap dels anys, amb la mort d'Alfons V i la pujada al tron de João II, aquest tallaria de soca-rel tots els intents d'influència dels Bragança, fins i tot amb l'assassinat del seu cosí Diogo –fill de Beatriu de Bragança- i del duc Fernando II de Bragança, i el desterrament del germà d'aquest darrer. João II continuà la política governativa de l'avi Pere de Coïmbra, i no la del seu pare i rei, Alfons V.

## Felipa al Convent d'Odivelas
A causa de tots aquests conflictes, Felipa de Coïmbra s'apartà de la cort, i es recollí a l'ombra protectora de l'orde del Cister. Com escriu Máxima Vaz, Felipa «mai va fer vots, no volgué ser monja, ni optà per la clausura. Visqué en casa pròpia, al costat del monestir, des de 1459 fins al 1475. El 1475 entrà al monestir, amb l'autorització del Papa, però no com a religiosa, sinó com a recollida, tal com era permès al Convent d'Odivelas».

## Creació literària
Felipa fou educada i altament cultivada pel seu pare. N'heretà la biblioteca, i va deixar diverses obres literàries en diferents llengües. Segons ens informa Mário Casa Nova Martins, «deixà una vasta obra en el camp polític, entre les quals Consell i Vot de la Senyora D. Felipa sobre les Terciàries i Guerres de Castella. També en el camp religiós, com per exemple Nou Estacions o Meditacions de Passió, i traduccions de diverses llengües, com per exemple, del francès, Evangelis i homilies de tot l'any».

## Un possible retrat, el políptic de Nuno Gonçalves
No se sap amb certesa quin és el retrat de la infanta en el políptic de Nuno Gonçalves, una magna obra de la pintura portuguesa del segle xv, pintada en vida de la humanista, on hi és representada tota la nissaga Avis. Però pels fragments del Llibre dels Evangelis que sosté la figura central en el plafó tercer, s'ha convingut que aquesta figura central podria representar la Felipa.
Entre d'altres, s'hi diu «el Pare és més gran que jo. Arriba el príncep d'aquest món. Ell no té res de mi, però així el món sabrà que jo estimo el Pare i que faig allò que el Pare em manà. Avui, la promesa de l'Esperit Sant recau sobre els seus fills adoptats...». Tot plegat només prendria sentit si fes referència al paper que desenvolupà Feilpa per redreçar la família.

Retaule de Sant Vincent de Lisboa, segons Pep Mayolas els dos personatges femenins centrals representarien a Felipa de Coïmbra.